# Adolphe Demange
Pour les articles homonymes, voir Demange.
Adolphe Demange, né à Mignéville le 10 septembre 1857 et mort en 1938, est un peintre français.

## Biographie
Élève de Louis Marie de Merschinet de Richemond, Charles Louis Gratia et Edmond Marie Petitjean, il expose au Salon des artistes français à partir de 1896. 
Portraitiste, il devient peintre officiel de la Troisième République.

## Galerie

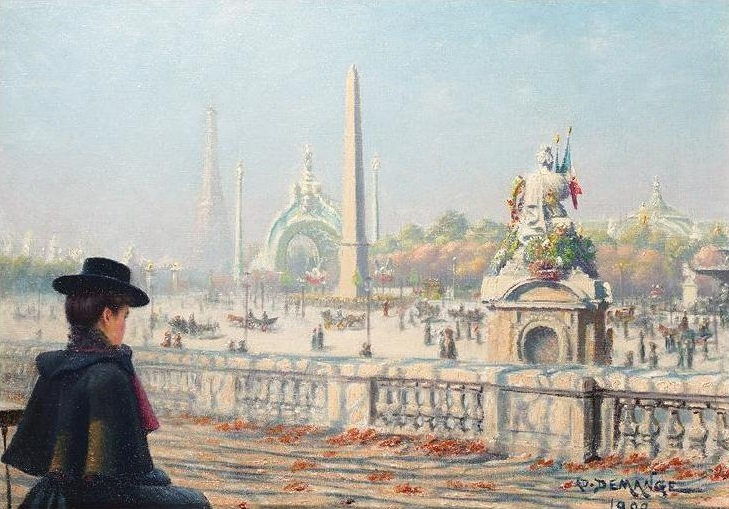
La Place de la Concorde, 1900
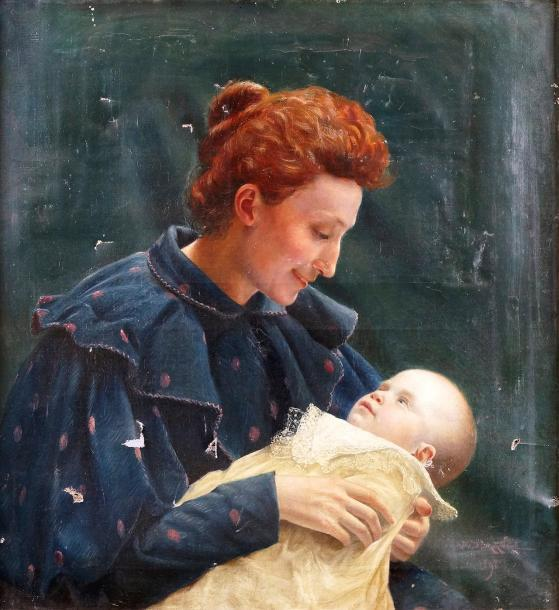
Maternité, 1898
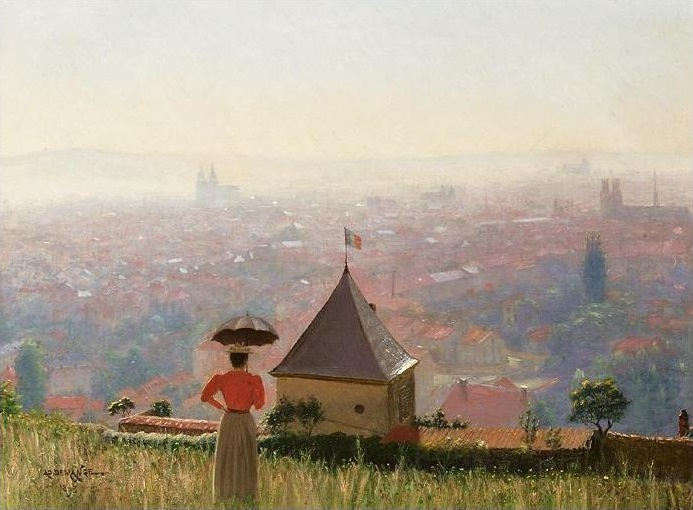
Panorama de Rouen, 1913
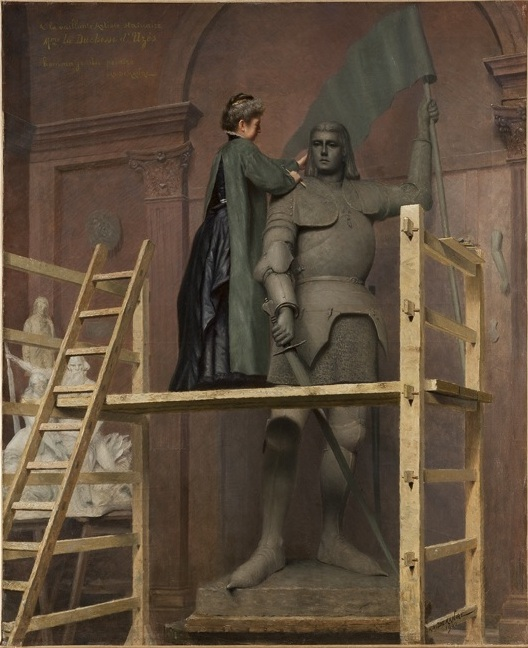
La Duchesse Anne d'Uzes travaillant à une sculpture de Jeanne d'Arc, 1900
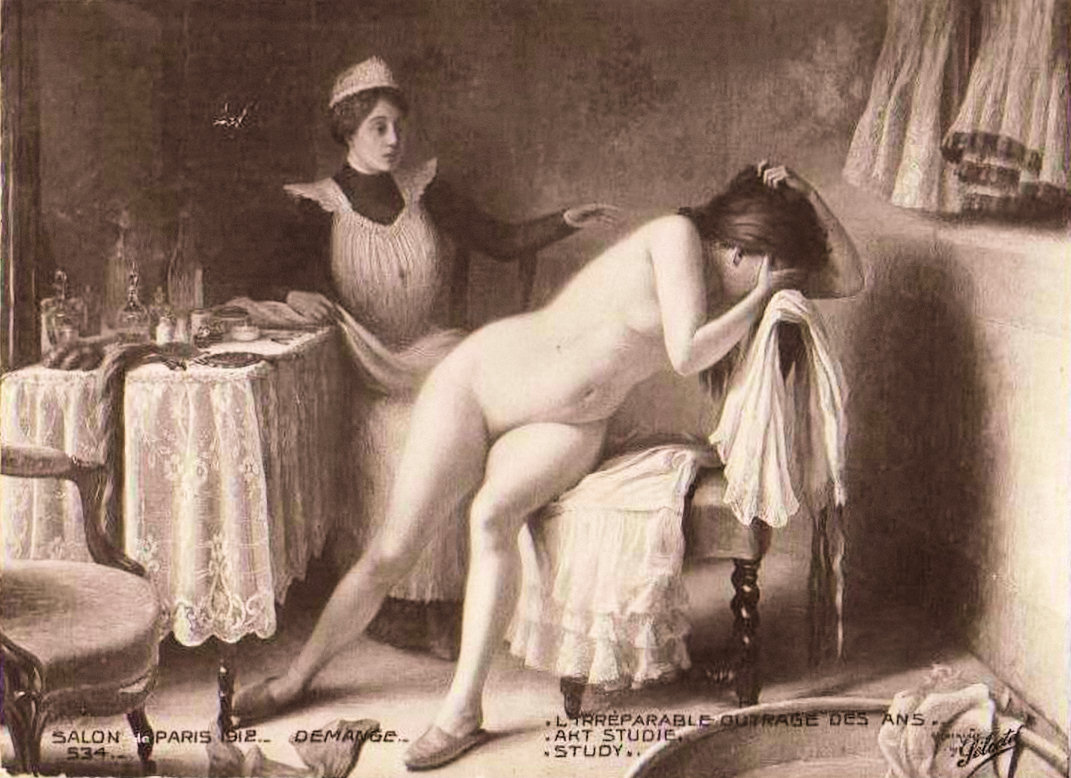
L'irréparable outrage des ans, Salon de Paris, 1912
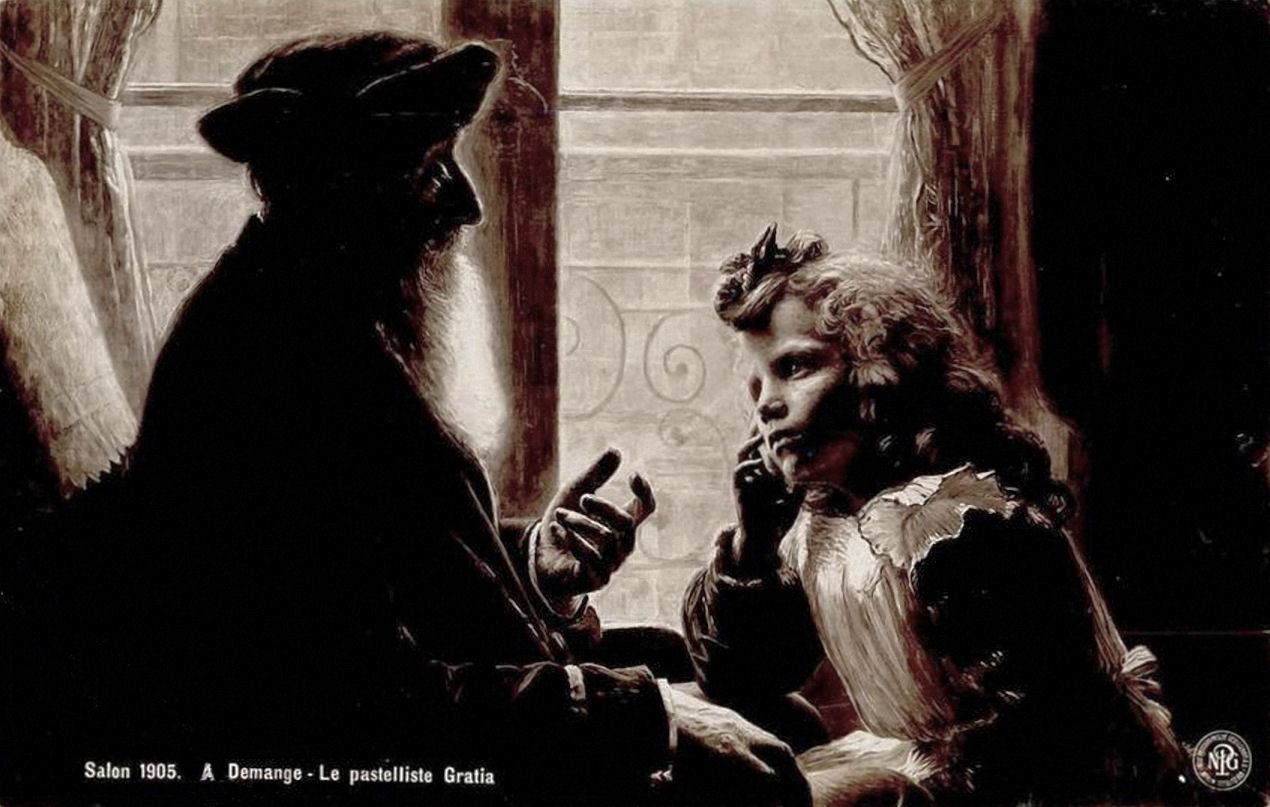
Le pastelliste Gratia raconte à ma fille une histoire d'autrefois, Salon des artistes français, 1905
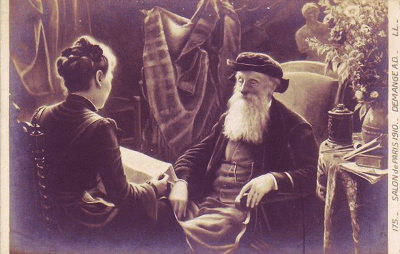
Louis Gratia, doyen des peintres à 94 ans, Salon de Paris, 1910